# مامالو (شاهین‌دژ)
روستایی از دهستان هولاسو، بخش مرکزی، شهرستان شاهین‌دژ، استان آذربایجان غربی در ۸ کیلومتری شمال شرق شاهین‌دژ قرار دارد.
جمعیت این روستا در سال ۱۳۸۵، برابر با ۷۶۹ نفر و ۱۷۳ خانوار بوده‌است